# Mariánská Týnice
Die Mariánská Týnice (deutsch: Maria Teinitz) ist eine frühere Probstei mit Wallfahrtskirche bei Kralovice in Tschechien. Das Areal wird heute als Museum nachgenutzt.
Mariánská Týnice ist ein Nationales Kulturdenkmal der Tschechischen Republik.

## Geschichte

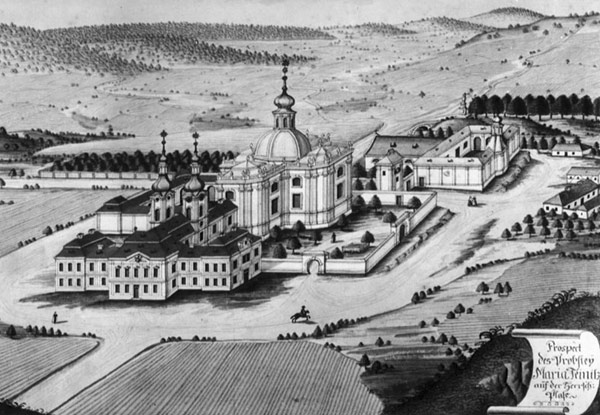
Mariánská Týnice um 1785

Der Ort wurde bereits im 13. Jahrhundert besiedelt. Der Abt des Zisterzienserklosters in Plasy Andreas Troyer (1648–1699) gründete am Ende des 17. Jahrhunderts die Propstei. 1711 legte der Abt Eugen Tyttl den Grundstein der Wallfahrtskirche Mariä Verkündigung, die von Johann Blasius Santini-Aichl entworfen wurde. Nach der Auflösung des Klosters Plasy (1785) im Zuge der Josephinischen Reformen wurde die Propstei vom Religiösen Fonds verwaltet. 1826 kam sie in den Besitz der Familie Metternich.
Seit 1952 befinden sich hier das Museum und die Gemäldegalerie der nördlichen Pilsener Region mit Dauerausstellungen und ethnographischen und kunsthistorischen Sammlungen.
Im Jahr 1964 wurde das Areal als Kulturdenkmal unter staatlichen Schutz gestellt. Am 1. Juli 2018 wurde Mariánská Týnice in die Liste der Nationalen Kulturdenkmale Tschechiens mit der Nummer 430 aufgenommen.
Als bedeutendes Touristenziel soll Mariánská Týnice eine eigene Haltestelle an der Bahnstrecke Rakovník–Mladotice bekommen. Der nächste Bahnhof befindet sich bislang in Kralovice.

## Bau und Anlage

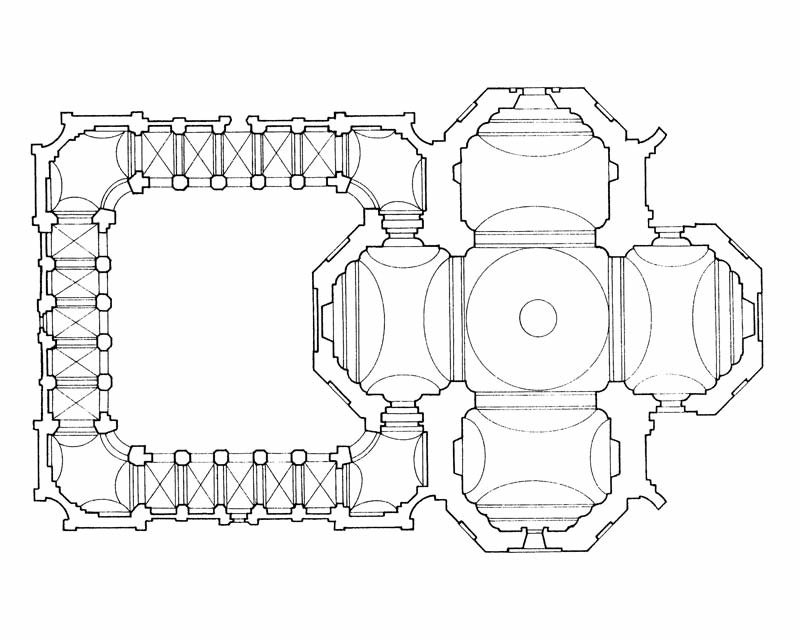
Grundriss der Kirche

Das Kircheninnere

Die Kirche erinnert im Grundriss an die Form des griechischen gleicharmigen Kreuzes mit einem zentralen quadratischen Raum. Die Achse der Kirche ist auf das Kloster Plasy gerichtet. Von den Altären ist außer dem Hochaltar nur ein auf die Wand gemalter mit dem Wappen des letzten Plasser Abts Celestin Werner verblieben.
Der Umgang ist mit Fresken aus dem Marienleben von Franz Julius Lux geschmückt. In den Eckkapellen finden sich qualitätsvolle Malereien, wahrscheinlich von Josef Kramolín.
Der Bau der Propstei wurde 1764 unter dem Plasser Abt Fortunát Hartmann vollendet. Die Deckenmalereien im Refektorium zeigen die Legende von Roman von Týnice und Maria, die Zisterziensern Kräuter reicht. Die Wandgemälde zeigen zwölf Äbte und Bilder der Klosterbauten in Plasy und Mariánská Týnice.

## Liste der Pröpste
- Bedřich Chobodides, geboren in Vlašim (1699–1702)
- Edmund Fabricius, geboren in Lužice u Hodonína (1703–1710)
- Bernard Opicius, geboren in Prag (1710–1715)
- Ferdinand Mayer, geboren in Laun (1716–1734)
- Řehoř Guldenfess, geboren in Olmütz (1734–1744)
- Julius de Stern-Legisfeld, geboren in Kuttenberg (1745–1755)
- Marcel Krska, geboren in Prag (1755–1775)
- Raymund Ender, geboren in Komotau (15. Januar 1776 – 26. November 1776)
- Michael Kottik, geboren in Křivoklát (1777 – 1785)